# Next Great Baker
Next Great Baker (também conhecido por Cake Boss: Next Great Baker; no Brasil: Batalha dos Confeiteiros) é um talent show americano que vai ao ar pelo canal de televisão TLC, comandado por Buddy Valastro, protagonista do reality show, Cake Boss.
O programa apresenta competidores que participam de desafios que testam suas habilidades de cozinhar e decoração. A cada semana um participante é eliminado; no final o vencedor recebe um prêmio que varia a cada temporada; outros prêmios são distribuídos ao ganhar um desafio ou competição de semana.

## Episódios
| Temporada | Temporada | Episódios | Transmissão original   | Transmissão original    |
| Temporada | Temporada | Episódios | Primeiro episódio      | Último episódio         |
| --------- | --------- | --------- | ---------------------- | ----------------------- |
|           | 1         | 8         | 6 de dezembro de 2010  | 24 de janeiro de 2011   |
|           | 2         | 11        | 28 de novembro de 2011 | 30 de janeiro de 2012   |
|           | 3         | 12        | 26 de novembro de 2012 | 11 de fevereiro de 2013 |
|           | 4         | 10        | 24 de junho de 2014    | 19 de agosto de 2014    |

### Primeira temporada
A primeira temporada de Next Great Baker foi gravada no Culinary Arts Institute da Hudson County Community College, localizado em Jersey City, Nova Jersey, e foi televisionado de 6 de dezembro de 2010 à 24 de janeiro de 2011 no TLC. Dana Herbert foi o vencedor da primeira temporada entre dez participantes, ganhando 50 000 dólares, um Chevrolet Cruze e um aprendizado na Carlo's Bake Shop em Hoboken, Nova Jersey. Após a sua vitória, Dana foi destaque em alguns episódios de Cake Boss, mas como ele tinha a sua própria confeitaria antes de sua aparição no show, após o tempo de aprendizagem, ele saiu da Carlo's Bake Shop.

### Segunda temporada
A segunda temporada foi gravada na nova instalação da Carlo's Bake Shop em Lackawanna Center em Jersey City, e foi televisionado entre 28 de novembro de 2011 e 30 de janeiro de 2012 no TLC. Marissa Lopez, foi a vencedora dentre os 13 participantes, ganhando um prêmio de 100 000 dólares e a sua aparição em quatro páginas da revista Brides, além da oportunidade de trabalhar ao lado de Buddy na Carlo's Bake Shop. Marissa Lopez, assim como o vencedor da primeira temporada, Dana Herbert, apareceu em diversos episódios de Cake Boss.

### Terceira temporada
A terceira temporada estreou em 26 de novembro de 2012, e também foi gravada em Lackawanna Center. Ashley Holt foi a vencedora desta temporada, e assim como os vencedores anteriores, ela também apareceu em diversos episódios de Cake Boss.

### Quarta temporada
A quarta temporada estreou em 24 de junho de 2014. Nesta temporada os participantes competiram em duplas. Dez duplas disputaram um prêmio de 100 000 dólares e a oportunidade de trabalhar para Buddy Valastro na nova Carlo's Bakery no hotel The Venetian, em Las Vegas. O chocolatier Jacques Torres e a chef do Magnolia Bakery Bobbie Lloyd foram juízes permanentes para a quarta temporada ao lado de Buddy. A dupla formada por Al Watson e Lia Weber foram os vencedores desta temporada.